# オーバーラン
オーバーラン (overrun)とは、
- 鉄道車両や飛行機等の乗り物が決められた停止位置を行き過ぎること（本項で記述）。
- 転じてコンピュータの分野では、決められたバッファ長を行き過ぎてデータが書き込まれることをバッファオーバーランと呼ぶ。
- 野球において、走者が進塁した後、余勢によりその塁を行き過ぎること。
- アイスクリームの製造時において、原料に対して混ぜ込まれた空気の体積の比率。
- 迷い猫オーバーラン!　松智洋による日本のライトノベル。

また、自動車工学の分野では、エンジンが許容回転数を超過する現象をオーバーレブと称する。

## 鉄道におけるオーバーラン
鉄道におけるオーバーランとは、列車、もしくは車両ごとに定められている停止位置目標を通過することである。停止線位置通過（超過）あるいは停止位置不良ともいい、状況によっては事故や運行の遅れの原因となる。
オーバーランの原因の多くは、雨や雪など天候条件によるブレーキ機能の低下などといった粘着式鉄道ならではのハードウェア的問題と、運転士の体調不良、または考え事や勘違いによるブレーキ操作のタイミング遅れといった人為的ミスなどのソフトウェア的問題、そしてそれらが複合して引き起こされたものである。
鉄道におけるオーバーランは一般に知られることはなかったが、JR福知山線脱線事故では、事故前に発生したとされるオーバーランと事故そのものとの関係がマスメディアによってクローズアップされた。なお、同事故の本質的な原因はオーバーランではないとされている（詳細は同事故の項を参照）。

### オーバーランが原因または関係するとされる日本の主な鉄道事故
- 北陸線東岩瀬駅列車正面衝突事故（1913年10月17日）
- 近鉄奈良線列車暴走追突事故（1948年3月31日）
- JR福知山線脱線事故（2005年4月25日）
- 東急東横線元住吉駅追突事故（2014年2月15日）

## 飛行機におけるオーバーラン

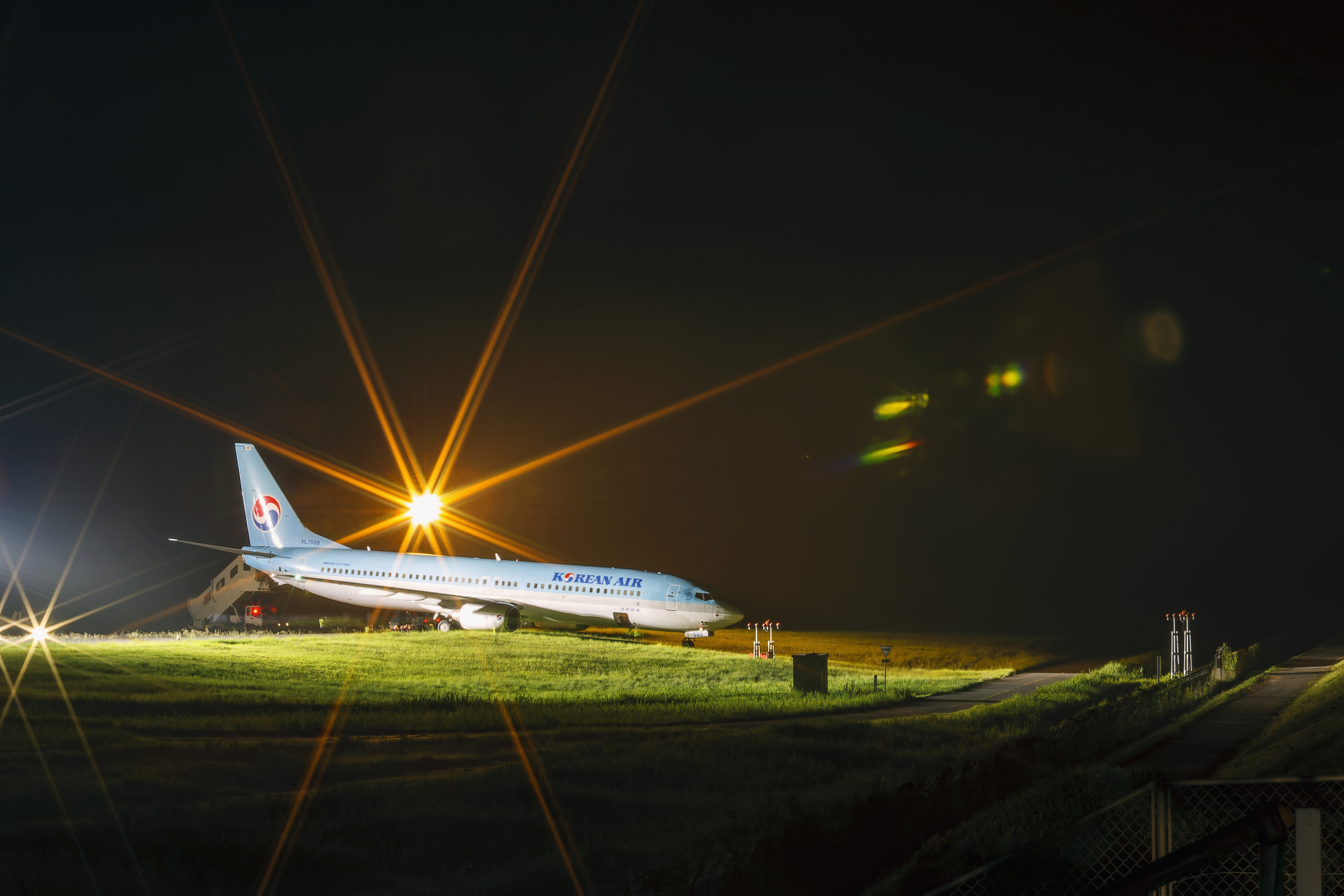
滑走路から逸脱した大韓航空763便

飛行機におけるオーバーランとは、飛行機が滑走路の終端を行き過ぎて滑走することである。その原因は様々であるが、特に挙げられるのが、パイロットが離陸滑走中に何らかの理由で離陸を中断した場合（滑走路は離陸時の不測の事態を想定して、飛行機が離陸決心速度（V1）を越える前に離陸を中断すれば滑走路内で停止できる長さを確保してあるが、パイロットの不適切な判断等によってオーバーランはしばしば発生する）、そして着陸時のオーバーラン（エンジン故障によって逆噴射装置が使用不可能になり車輪のブレーキだけで止まり切れなかったケース、着陸帯をオーバーして着陸乃至ハイドロプレーニング現象によるオーバーランが該当。稀に緊急着陸先の滑走路長が足りずにオーバーランするケースや、間違えて小型機専用の空港に着陸してオーバーランするケースもある（日本航空ボンベイ空港誤認着陸事故））である。
雨や雪により滑走距離が伸びる場合は、ハードランディングにより定点着地する方法もある。
オーバーランへの対策として、過走帯が設けられた滑走路もある。

### 関係する日本の主な航空事故
- 日本航空羽田空港オーバーラン事故（1961年4月24日）
- 全日空機鹿児島空港オーバーラン事故（1966年9月18日）
- 日本航空伊丹空港オーバーラン事故（1969年4月4日）
- 全日空機宮崎空港オーバーラン事故（1969年10月20日）
- 全日空機大島空港オーバーラン事故（1977年9月8日）
- 南西航空石垣空港オーバーラン事故（1982年8月26日）
- 日本航空上海空港オーバーラン事故（1982年9月17日）
- 東亜国内航空機米子空港オーバーラン事故（1988年1月10日）
- 福岡空港ガルーダ航空機離陸事故（1996年6月13日）
- 全日空機下地島オーバーラン事故（2002年6月26日）
- エアージャパン機成田空港オーバーラン事故（2003年1月27日）
- 日本エアシステム機青森空港オーバーラン事故（2003年2月20日）
- 大韓航空機新潟空港オーバーラン事故（2013年8月5日）